# Fàbrica del Molí (Balsareny)
Fàbrica del Molí és una antiga colònia tèxtil del municipi de Balsareny (Bages) inclosa en l'Inventari del Patrimoni Arquitectònic de Catalunya, també coneguda com a Cal Vinyes.

## Descripció
Conjunt arquitectònic format per les naus de la fàbrica, la xemeneia del vapor, els habitatges per als treballadors i unes naus construïdes posteriorment, disposades en direcció al riu.
L'interès rau en la part primitiva, sobretot en l'alta xemeneia prismàtica, obrada en maó, les naus (de dues plantes i amb grans finestrals) i els habitatges, també de tres plantes, dels quals destaca el gran voladís de la teulada amb el ràfec de fusta. La Fàbrica segueix el model típic de fàbrica de pisos o en altura i és tota pintada d'un color ocre clar, motiu pel qual se la coneix també amb el nom de "la fàbrica groga".
Als interiors, les quadres conserven les velles columnes de ferro colat, amb el peculiar capitell-cartela que dona suport a les bigues de fusta.

## Història
L'any 1814 la família Cots de Manresa va comprar l'antic molí fariner de Balsareny, que va transformar en fàbrica de filats de cotó, la qual funcionà com a fàbrica de riu (encara no colònia industrial) fins a finals del segle xix. La fàbrica actual fou aixecada pels volts del 1898. Després d'un incendi, el 1906 es va vendre a Ricard Vinyes i Coma, que ja tenia una fàbrica prop de Manresa. Des d'aleshores, la fàbrica del Molí es coneix també amb el nom de cal Vinyes. El 1922 es van construir els pisos que li donen caràcter de colònia, i les obres d'ampliació són dels anys trenta, de les quals destaca la nau coberta amb dent de serra. Als anys 1930 hi treballaven uns 160 telers. Després dels anys 50 tots els telers que hi treballaven eren automàtics. Els efectes de la crisi van obligar a tancar la fàbrica l'any 1966; el 1972 tornà a obrir i des d'aleshores s'ha treballat amb intermitències.